# Clinodiplosis nympha
Clinodiplosis nympha är en tvåvingeart som först beskrevs av Jean-Jacques Kieffer 1913.  Clinodiplosis nympha ingår i släktet Clinodiplosis och familjen gallmyggor.
Artens utbredningsområde är Tanzania. Inga underarter finns listade i Catalogue of Life.